# Hemisfério oriental

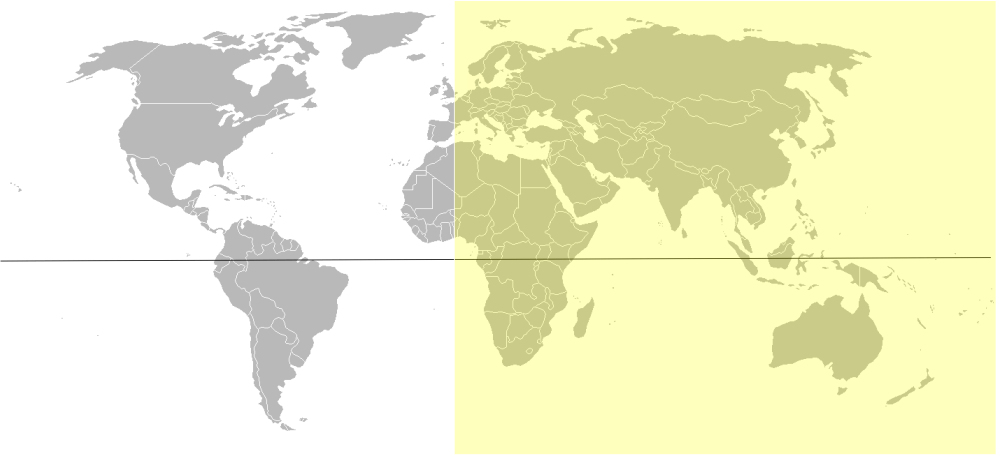
O hemisfério oriental evidenciado em amarelo.

Hemisfério oriental é um termo geográfico usado para se referir a metade do planeta Terra situada a leste do meridiano de Greenwich e a oeste da linha internacional de data. Também pode ser usado como uma noção geográfica imprecisa para se referir a Europa, Ásia, África e Oceania, enquanto que o hemisfério ocidental incluiria a América. Além disso, pode ser utilizado em um sentido cultural ou geopolítico como sinônimo do "Velho Mundo".
O hemisfério oriental engloba todas as áreas da Terra situadas a leste da longitude 0° e a oeste da longitude 180°, incluindo a maior parte da Europa, da África, toda a Ásia e a Oceania, assim como parte da Antártida. Inclui todo o Oceano Índico, uma pequena parte do Atlântico e cerca de metade do Pacífico.